# Typhlodromus americanus
Typhlodromus americanus är en spindeldjursart som beskrevs av Chant och Yoshida-Shaul 1989. Typhlodromus americanus ingår i släktet Typhlodromus och familjen Phytoseiidae. Inga underarter finns listade i Catalogue of Life.